# Flensburger Schiffbau-Gesellschaft

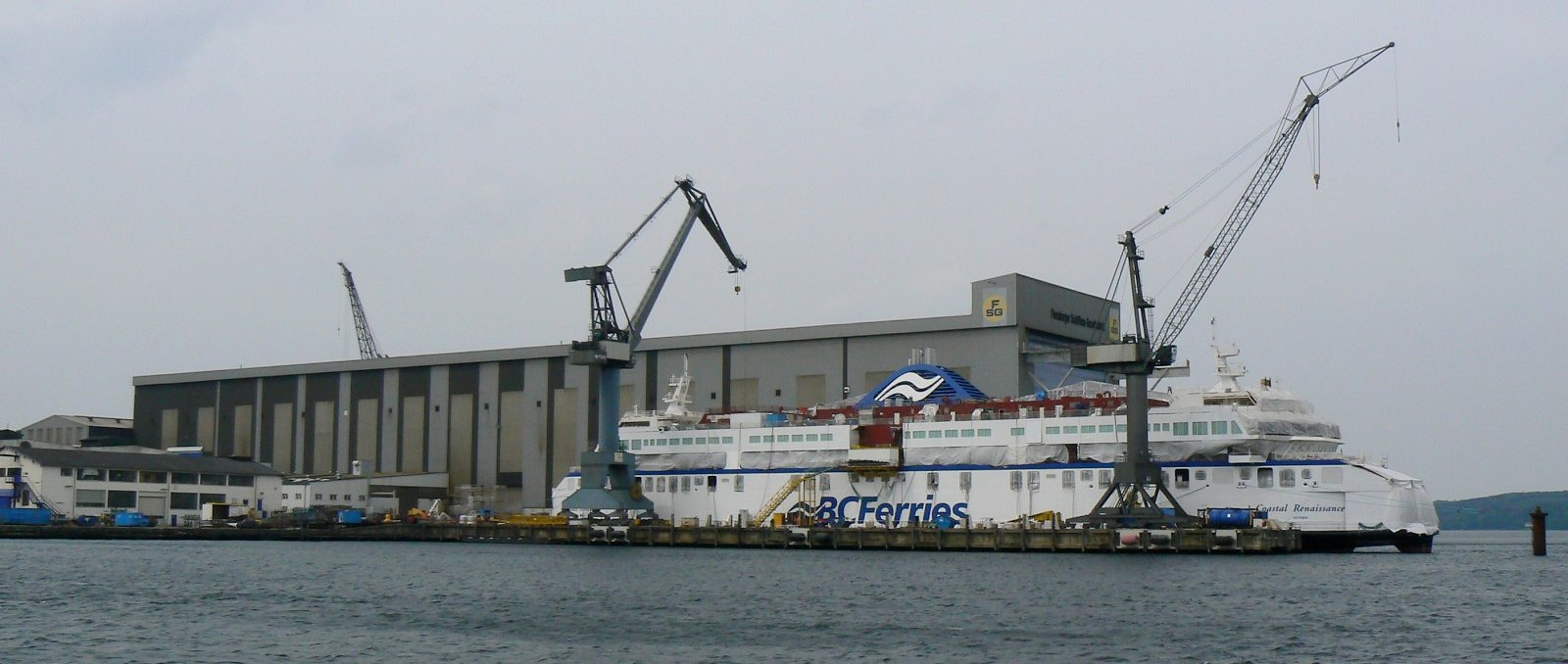
Skeppsbyggningshallen i Flensburg.

Flensburger Schiffbau-Gesellschaft (danska: Flensborg Skibsværft) är ett av Tysklands största varv och etablerades som aktiebolag 1872, nära den dansk-tyska gränsen i norra Flensburg. Det första fartyget  som sjösattes, var stålskeppet Doris Brodersen 1875. Varvet har byggt mer än 700 fartyg sedan dess. Skeppsvarvet är den dominerande industriverksamheten i staden. Omkring år 1900 hade varvet redan mer än 2 000 anställda, vilket medförde en stor inflyttning söderifrån.
Flensburger Schiffbau-Gesellschaft är idag[när?] specialiserat på att bygga moderna Ro-ro-fartyg i en av världens största överbyggda skeppsbyggningshallar. Hallen stod färdig 1982 och är 275 meter lång. Varvet hade på 2100-talet drygt 750 anställda och orderboken var fylld fram till åtminstone  2013.
År 2024 tvingades varvet att ställa in betalningarna.